# 村雲江
村雲江（むらくもごう）は、文化庁のデータベースでは南北朝時代に作られたとされるが、佐野美術館では鎌倉時代に作られたとされる日本刀（打刀）である。
日本の重要文化財に指定されている。村雲郷とも呼ばれる。所蔵は大阪府の個人蔵。

## 概要

### 刀工・郷義弘について
南北朝時代の刀工・郷義弘により作られた刀であると伝わる。郷義弘は、通説では越中国新川郡松倉郷（富山県魚津市）に住んでいたことから、郷、もしくは読み替えて同音の江と称されるという。一説には、義弘の本姓が大江氏であるため、1字取って江の字を用いて、転じて郷の字を使用したともいう。義弘は相州正宗の流れを汲む正宗十哲の一人とされ、師匠である正宗に劣らず地刃ともに明るく冴える作品が多く評価が高い刀工であるが、一方で義弘による在銘の刀は皆無であり、本阿弥家が義弘の刀と極めたものか伝承により義弘の刀と言われているもの以外、滅多に義弘の刀を見ないことをもじって「郷とお化けは見たことがない」ともいわれる。

### 名前の由来
- 村雲とは刀身の「沸（にえ）」の出来のことで、この刀を見た豊臣秀吉が、まるで湧き出る雲（群雲）のごとく見えると言ったことから、そう名づけたといわれている。[3]

### 来歴
- 秀吉の所持
- のち前田家へ伝わる
- 5代将軍綱吉の時に徳川将軍家に伝わる。
- 徳川実紀の元禄15年（1702）4月26日に、将軍徳川綱吉が加賀前田綱紀の江戸屋敷に御成になり、その折に綱吉へ郷の刀（村雲江）と新藤五国光（会津新藤五）の指添えを献上したと伝わる。
- のち綱吉の側用人柳沢吉保家に伝わる。
- 明治4年（1871年）7月に売立にだしたという。十把一絡げで出品したものを越後新発田の旧藩士窪田平兵衛が手に入れ、その内の1本を本阿弥家に鑑定に出した。本阿弥家で留帳を調べたところ、「村雲江」だと判明したという。
- 明治20年（1887年）頃、大審院評定官の伊藤悌治に250円で売っている。
- のち伊藤悌治の遺族がこれを処分し、高木復、内田良平を経て瀬戸保太郎所持となる。
- 昭和9年（1934年）12月20日に重要美術品指定。
- 昭和17年（1942年）時点では中島喜代一氏所持。
- 昭和27年（1952年）3月29日重要文化財指定。島田和昌氏蔵。
- 昭和36年（1961年）の「正宗とその一門」では田口儀之助氏所持。
- 現在は個人蔵。[3]

## 作風

### 刀身
長さ:二尺二寸三分（67.56cm）、反り：七分（2.12cm）、元幅：九寸五分（2.87cm）、先幅：六分三厘（1.9cm）、元重ね：二分（0.6cm）、先重ね：一分五厘（0.45cm）、鋒長さ ：一寸（3.03cm）、茎長さ：五寸四分五厘（16.51cm）、茎反り：僅か
形状は、鎬造、庵棟で中反りやや高くつき、重ねは頃合いで鋒は中鋒で猪首ごころである。
鍛えは、板目流れ柾交ってつみ、地沸よくつく。
刃文は、直刃ごころに浅くのたれ、互の目交じり、小足入り、沸よくつき、砂流しかかり、匂口冴える。
彫物は表裏棒樋をかき流す、鋩子は一枚風。帽子は、小丸、先掃かけごころあり。茎は、大磨上げ、先切、鑢目勝手下り、目釘孔は四個。